# 帕魯布·科里
帕魯布·科里 （Purab Kohli）是印度的電視和電影演員，模特兒和前影像騎師。

## 個人生活
Kohli的父親Harsh是一家旅館經營者和電影製片人，他的母親是企業培訓師。 他在孟買郊外的班德拉（Bandra）的聖斯坦尼斯勞斯中學（St. Stanislaus High School）和馬哈拉施特拉邦浦那的主教學校（Bishop's School）上學。 他將其教育係從科學系轉為商業系，最後轉為藝術系，並研究了經濟學，心理學和文學。 他加入了一所飛行學校當飛行員，但沒有繼續。
Kohli於2018年2月15日在果阿舉行的私人儀式上與他的老友Lucy Payton結婚。這對夫婦有一個女兒Inaya（生於2015年）。
前演員比沙姆·科利（Bhisham Kohli）也就是維沙爾·阿南德（Vishal Anand）是他的父親叔叔（父親的兄弟）。 Kohli的祖母是Dev Anand的姐姐（因此讓Kohli成為了已故演員的外））。 因此，電影製片人謝卡·卡普爾（Shekhar Kapur）（是Dev Anand的另一個姐妹的兒子）是Kohli的叔叔。

## 職業生涯
Kohli的職業生涯始於Zee電視台的電視節目Hip Hip Hurray的演員，並通過第五頻道的視頻騎師獲得了認可。隨後，他主持了旅行節目Gone India，並在印度進行了預算旅行。
Kohli在Rock On的作品在2009年3月的2009電影大獎上獲得了特別評審團獎。

## 腳註
1. ↑  Sunder, Shubangi. . The Students. 2013  [27 February 2017]. （原始内容存档于12 October 2013）.
2. ↑  . The Indian Express. 17 February 2018  [2 July 2019]. （原始内容存档于2019-03-21）.
3. ↑  .   [2020-07-11]. （原始内容存档于2018-07-09）.
4. ↑  . The Tribune. 27 February 2000  [20 November 2012]. （原始内容存档于2017-06-28）.
5. ↑  . India Today (New Delhi). 23 March 2009  [20 November 2012]. （原始内容存档于2016-03-04）.

## 外部連結
- 帕魯布·科里在互联网电影资料库（IMDb）上的資料（英文）
- Purab-Kohli at exploto